# Haplophrentis
Haplophrentis – rodzaj kopalnego przedstawiciela Lophotrochozoa z grupy hiolitów (Hyolitha). Jego skamieniałości odnaleziono w kambryjskich osadach łupków z Burgess. Było to niewielkie zwierzę, osiągające od 2,5 mm do około 3 cm, i poruszające się powoli. Haplophrentis często padał ofiarą niezmogowców z rodzaju Ottoia, które pochłaniały go od strony głowy, oraz stawonogów Sidneyia.
W 2002 roku Sepkoski zaklasyfikował Haplophrentis do rzędu Hyolithida.
Nazwa Haplophrentis pochodzi od greckich słów haplo („pojedynczy”) oraz phrentis („mur”).

## Przypisy

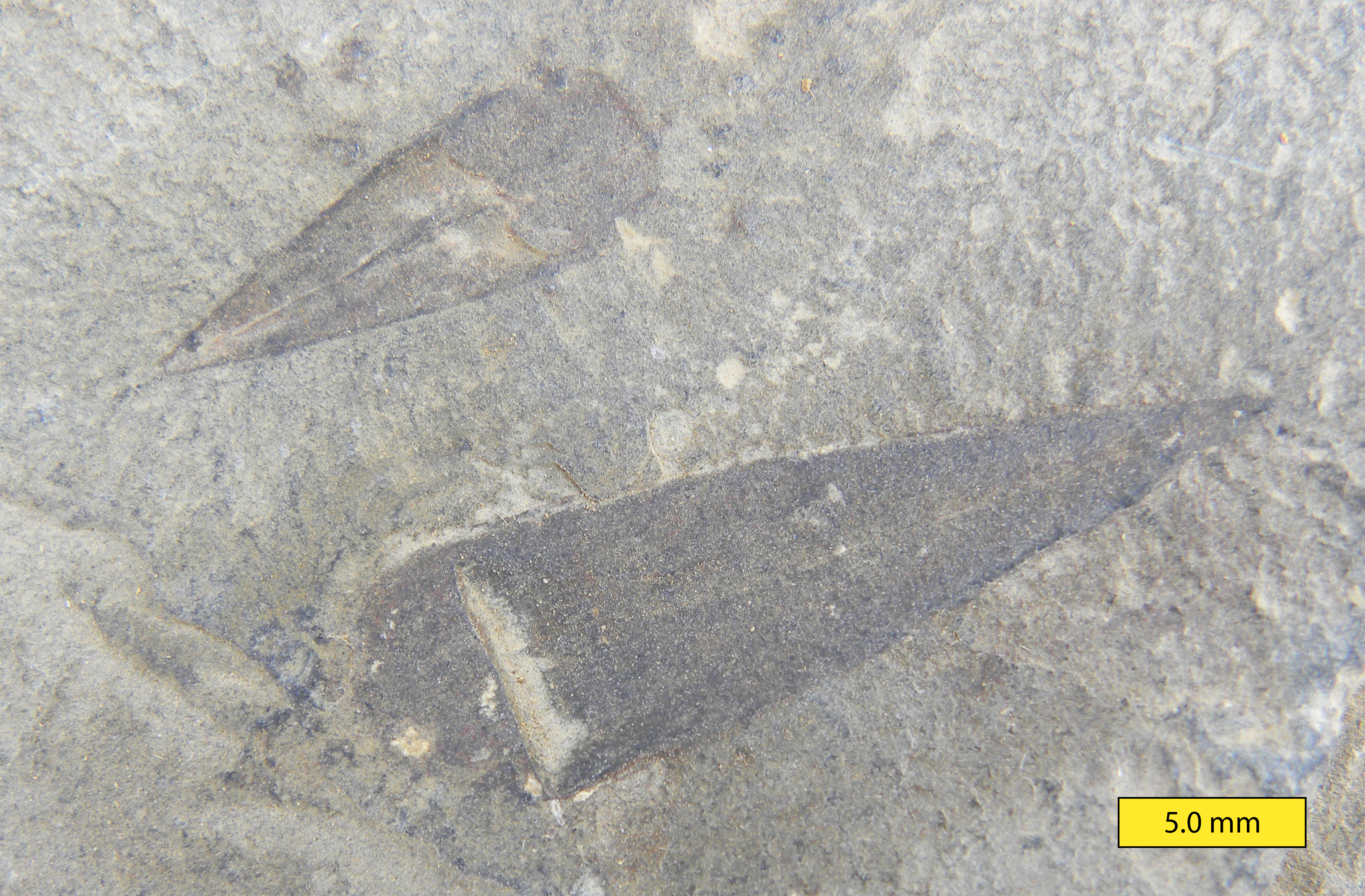
Haplophrentis carinatus.